# Peter Handke
Peter Handke, avstrijski pisatelj in prevajalec, nobelovec, * 6. december 1942, Grebinj na Koroškem.
Leta 2019 je prejel Nobelovo nagrado za književnost za »vpliven opus, ki z jezikovno domiselnostjo raziskuje periferijo in specifičnost človekove izkušnje«.

## Družina
Njegova mama Maria Handke, rojena Sivec (1920–1971), je bila koroška Slovenka. Leta 1942 je spoznala poročenega nemškega bankirja z imenom Erich Schönemann, ki je kot vojak služil na Koroškem, in z njim zanosila. Še pred otrokovim rojstvom se je poročila s tramvajskim sprevodnikom in vojakom Adolfom Brunom Handkejem, ki je postal Petrov očim. Peter Handke je resnico o svojem očetu izvedel šele tik pred svojo maturo.

## 1942 - 1945: rojstvo in leta med vojno
Peter Handke se je rodil 6. decembra 1942 ob 18:45 v hiši svojega dedka Gregorja Siutza (Sivca). Dva dni kasneje je prejel v cerkvi Marijinega vnebovzetja krst. Vojna družine ni preveč prizadela. Leta  1944 se je Maria Handke za krajši čas preselila v Berlin k staršem svojega moža, a se je še pred koncem vojne vrnila k očetu. Tedaj so v Grebinju domače Slovence deportirali v koncentracijska taborišča. Občasno so območje napadali slovenski partizani. Pred letalskimi bombnimi napadi so vaščani zatočišče poiskali v votlinah pod grajskim gričem.

## 1945 - 1948: Berlin in povratek v Grebinj
Družina se je preselila v stanovanje v četrti Pankow, ki je bil v veliki meri del uničenega sovjetskega sektorja v Berlinu. Toda tudi tu Adolf Handke ni našel stalne zaposlitve, niti jim politična situacija ni dala upanja na boljše življenje. Tik preden je bila 24. junija 1948 uvedena berlinska blokada, je štiričlanska družina v ranem jutru zapustila mesto in se z vlakom odpeljala nazaj v smeri Grebinja. Mejni prehod z Avstrijo so prečkali nezakonito v tovornjaku in brez potnih listin. Za Petra Handkeja je bila ta pustolovščina prva intenzivna izkušnja iz otroštva, na katero je lahko kasneje vezal spomine. V šolskem eseju iz leta 1957 je podrobno opisal okoliščine in doživetja pri vračanju.

## 1948 - 1954: vaško življenje in prvo šolsko leto v Grebinju
V vasi Grebinj je na začetku šestletni Peter, zaradi svojega berlinskega dialekta, težko našel stik s svojimi sovrstniki. Tudi danes Peter Handke le redko uporablja koroški dialekt. Njegov oče je določen čas dobival nadomestila zaradi brezposelnosti, ki pa jih je raje zapravil za alkohol. Zaradi teh nevšečnosti je med starši pogosto prihajalo do glasnih argumentov. Končno je njegov oče našel zaposlitev pri svojem svaku Georgu Suitzu, ampak v svetu, kjer so prevladovali lokalni posestniki ter cerkev, je družina Handke še zmeraj spadala med najrevnejše. Poleg vseh težav pa je otrok spoznal tudi idilično vaško življenje, ki so ga zaznamovali enolična dela, obiskovanje cerkve, koline in kvartopirske igre.  Mnoge teh doživetij je Handke kasneje predelal v svojih knjigah, na primer v svojem prvem romanu Črmelj (nem. Der Kummel), kjer so slikoviti opisi vaškega življenja. Dne 13. septembra 1948, se je vpisal v osnovno šolo Grebinj, ki jo je obiskoval do leta 1952. Po 4. razredu se je za dve leti preselil na srednjo šolo za fante in dekleta. Njegovi šolski uspeh je bil skoraj izključno ocenjen z dobrim in zelo dobrim. Za malo semenišče Marianum in šolanje na katoliško-humanistični gimnaziji Tanzenberg (Plešivec) se je dvanajstletnik zavzel sam. Semenišče Marianum je bilo namenjeno bivanju predvsem bodočih duhovnikov. Za sprejem je bilo običajno potrebno priporočilo domačega župnika. Na gimnaziji pa so v humanistični tradiciji poučevali profesorji, ki niso bili duhovniki. 7. julija 1954 je Handke opravil sprejemni izpit za gimnazijo, vendar so ga zaradi pomanjkljivega znanja latinščine uvrstili v drugi namesto v tretji razred.

## 1954 - 1959: čas v internatu Tanzenberg
Kmalu po začetku šolanja na Plešivcu je Handke napisal šestnajst strani besedila z naslovom Moje življenje 2. – to so tudi začetki njegovega pisanja. Njegov šolski uspeh je bil tudi v gimnaziji odličen in vse razrede je končal z zelo dobrimi rezultati. Zelo pomemben odnos je zgradil s šolskim profesorjem Dr. Reinhardom Musarjem, ki je od leta 1957 na gimnaziji učil angleški in nemški jezik. Musar je odkril dečkov talent za pisanje in ga pri tem vidno podpiral. Tudi kasneje je imel Musar velik vpliv pri Handkejevi odločitvi za nadaljnji študij. Predlagal mu je študij prava, saj naj bi ta zahteval le nekaj mesecev intenzivnega učenja, ostali prosti čas pa bi lahko koristno porabil za pisanje. V času na Plešivcu je objavil svoj prvi literarni tekst za njihov časopis Bakla.

## 1959 - 1961: zaključek šolanja v  Celovcu
Sredi šolskega leta 1959, v sedmem razredu gimnazije, se je Handke ponovno, tokrat zaradi raznih zunanjih okoliščin, odločil za premestitev. Številne katoliške maše in prepovedi so dijaku postale nevzdržne. Ko so mu nekega dne dokazali branje prepovedane knjige, se je sam odločil za izstop. Vrnil se je v domači Grebinj, kjer so njegovi starši v tem času z velikim naporom zgradili hišo. Sam pa se je odločil za nadaljnje šolanje v Celovcu. Leta 1959 je sodeloval na študentskem literarnem natečaju v Celovcu, kjer je prejel nagrado, po kateri sta bili dve njegovi besedili Anonimnež (nem. Der Namenlose) in V tem času (nem. In der Zwischenzeit) objavljeni v časopisu Kärnten Völkszeitung. Leta 1961 je končal maturo z odliko, kar je uspelo samo še dvema od sedemnajstih dijakov.

## Od 1961 do 1965: študij v Gradcu
Leta 1961 je Handke je začel študirati pravo v Gradcu. V času študija je živel v majhni sobi v okrožju Graz-Waltendorf. Študijskih obveznosti ni ravno izpolnjeval z navdušenjem, vendar vseeno redno ter uspešno. Izpite je opravljal večinoma z odliko. Financiranje njegovega študija je bilo razdeljeno na študentsko štipendijo, denar njegovih staršev ter študentsko delo. Delo v sobi z neon osvetljavo mu je pokvarila oči. Zdravnik mu je priporočil očala s temnimi stekli, po katerih je še danes znan. V času študija je imel več konjičkov, s katerimi se je ukvarjal tudi v nadaljnjem življenju. Imel je obdobja, ko je zelo pogosto hodil v kino, včasih celo večkrat na dan. V svojem času ni bil le scenograf in občasno direktor, ampak je bil tudi poročevalec s filmskih festivalov in član žirij. Njegova druga strast je bilo poslušanje rock glasbe. V kavarnah, ki jih je pogosto obiskoval za učenje in pisanje, je postal redni uporabnik džuboksa in bil navdušen nad glasbenimi skupinami kot npr. Beatles, Rolling Stones in drugimi mladimi glasbeniki tistega časa. Velikokrat so se teksti iz njihovih skladb našli tudi v njegovih besedilih. Med letom 1963 se je literarna dejavnost Handkeja jasneje izoblikovala. Spoznal je Alfreda Holzingerja, ki je vodil literarni oddelek za radio Gradec. Tudi Handke je začel sodelovati v tem programu, kjer ni le predstavil svoja kratka dela, ampak tudi poročal o drugih aktualnih stvareh. Tudi številne recenzije so bile del programa. Še en pomemben podpornik, ki ga  je spoznal leta 1963, je Alfred Kolleritsch, urednik literarne revije Manuskripta, kjer je od leta 1964 tudi Handke objavljal svoja dela. Tudi drugi znanci, kot je bil slikar in pisatelj Peter Pongratz, so se pridružili mlademu avtorju na  Forumu Stadtpark v Gradcu, ki se mu je  Handke priključil leta 1963. Leta 1964 je začel Handke pisati svoj prvi roman Čmrlj. Julija in avgusta istega leta se je zadrževal na otoku Krk, kjer je zajel in dokončal skoraj celo prvo verzijo romana, ki jo je kasneje objavil na radiu Celovec in jo tudi predelal. Leta 1965 je Handke opustil študij in svoj čas posvetil samo še pisanju.

## 1966: leto preboja
Še pred izdajo svojega prvega romana leta 1966 je Handke s spektakularnim nastopom na srečanju Skupine 47 v Princetonu opozoril nase. Po večurnem branju se je v zelo kritičnem govoru pritožil nad deli svojih kolegov, ker se mu niso zdela kvalitetna. S tem govorom je prelomil tudi z dosedanjim tabujem, saj je bilo za Skupino 47 neobičajno, da bi podpihovali splošne politične razprave o literarnih tematikah. Podlaga za razpravo naj bi bilo vedno besedilo, ne bistvo literature kot take. Najden tonski trak priča o dejstvu, da je Handke požel smeh, mrmranje in klevetanje, pa čeprav je nekatere kolege, med njimi tudi Günterja Grassa – kot so pokazali njegovi poznejši komentarji  – njegova kritika precej prizadela, so ostali udeleženci kritiko sprejeli, jo nekoliko preoblikovali in jo, v nekoliko milejši obliki, kasneje tudi sami ponavljali, nihče pa mu ni zares ugovarjal. Istega leta je bila Handkejeva javna žalitev med občinstvom kaznovana v režiji Clausa Peymanna. Gledališka kritika je pozdravila provokativno in inovativno predstavo. Handkeju je končno uspel preboj kot pisatelju in avtorju. Tudi predhodno napisani scenariji za predstavo kot recimo, Weissagung in Selbstbezichtung, so bili predstavljeni v režiji Günterja Bucha v teatru Oberhausen in bili zelo dobro ocenjeni. Štiriindvajsetletni Peter Handke je v nekaj mescih postal eden največjih avtorjev nemške literarne scene. Istega leta se je Peter Handke zaročil s svojim dekletom in igralko Libgart Schwarz. Kmalu zatem sta se preselita v Düsseldorf.

## 1967 - 1970: Düsseldorf, Pariz, Kronberg
V Düsseldorfu je Handke živel do leta 1968. V tem času je izšel njegov roman Der Hausierer in predstava Kaspar. V tem obdobju je nanj vplival tudi Thomas Bernhard z njegovim romanom Verstörung. Kasneje se med njima razvije določen odpor. Leta 1968 se z ženo preselita v Berlin, kjer se jima leta 1969 rodi hči Amina. Otrok pomeni veliko spremembo v Handkejevem življenju. Vidi se ujetega v stanovanju, brez svobode. Kasneje sicer prizna, da je bil otrok zelo lepa in ljubeča izkušnja zanj. Leta 1969 je bil Handke ustanovitveni član avtorske založbe Frankfurt. Leta 1970 se družina preseli v Pariz, a vendar le za kratek čas. Na robu gozda v Kronbergu je kupil hišo, kamor naj bi se preselili, a je bila zveza z njegovo tedanjo ženo že pri kraju. Le nekaj mesecev je trajalo dokler se žena ni izselila in se posvetila svoji karieri. Od takrat naprej je za hčerko skrbel le Handke, čeravno sta se z ženo uradno ločila šele leta 1994.

## 1971 - 1978: leta v Parizu
V noči z 19. na 20. november 1971 stori mati Petra Handkeja - Maria Handke, po dolgoletnih depresijah samomor. Ta travmatičen dogodek je Handke predelal v pripovedi Brezželjna nesreča (nem. Wunschloses Unglück; 1972), po kateri je bil pozneje posnet tudi film. Malo pred njeno smrtjo je Peter Handke skupaj s svojo ženo Libgart in hčerko Amino zadnjič obiskal svojo mater. Pred tem je s svojo ženo in pisateljem Alfredom Kolleritschem prepotoval ZDA. Istega leta kot Brezželjna nesreča je izšlo tudi delo Kratko pismo za dolgo slovo (nem. Der kurze Brief zum langen Abschied (1972), ki vsebuje dele Handkejevega potovanja po ZDA. Novembra 1973 se skupaj s hčerko Amino preseli v Pariz v četrt Porte d`Auteuil na Boulevard Montmorency. Tri leta pozneje se je preselil v predmestni  Clamart, v jugozahodno obrobje Pariza, kjer je ostal še nadaljnji dve leti. V začetku 1970-ih prejme več nagrad, med njimi (1972) Schillerjevo nagrado (nem. Schiller-Preis) v Mannheimu in 1973 nagrado Georga Büchnerja (nem. Georg-Büchner-Preis) Nemške akademije za jezik in pesništvo v Darmstadtu. Eno leto pozneje je izšlo gledališko delo Nespametni izumirajo (nem. Die Unvernünftigen sterben aus), katero je bilo uprizorjeno v Zürichu. Ob približno enakem času pa delo doživi tudi filmsko uprizoritev. Pod naslovom Napačen premik (nem. Falsche Bewegung) jo posname dolgoletni prijatelj in sopotnik Petra Handkeja, nemški režiser Wim Wenders (premiera 1975).
Der Ritt über den Bodensee (objavljeno 1971) je postalo 1974 Handkejevo najbolj uspešno delo v Franciji in je pripomoglo k veliki prepoznavnosti pisatelja. Eno leta kasneje nastane Die Stunde der wahren Empfindung (1975) in Peter Handke začne z novinarskimi zapiski (Das Gewicht der Welt, Ein Journal, 1977), s katerimi je nadaljeval do 1990. Leta 1976 sledi hospitalizacija, ki jo sprožijo panični napadi strahu in motnje srčnega ritma. V naslednjem letu izide filmska upodobitev Die Linkshändige Frau. Med tem časom Handke ne izgubi povezave z domovino, tako je bil npr. od 1973 do 1977 član Graškega zbora pisateljev. Leta 1978 ostane hči Amina celo šolsko leto pri svoji materi v Berlinu. Handke medtem začne potovanje po Aljaski in se preko New Yorka vrne v domovino. Ta vrnitev sproži konec 1978 njegovo do takrat največjo eksistenčno krizo njegove pisateljske poti. Handke si dopisuje z Hermannom Lenzem, kateremu opisuje svoj obup, ki ga je imel s pisanjem dela Langsame Heimkehr.

## 1979 - 1987: povratek v Avstrijo
Po daljšem bivanju v različnih evropskih mestih se je Peter Handke avgusta 1979 vrnil v Avstrijo. V Salzburgu v predelu Mönchsberg se je vselil v stanovanje v prizidku hiše prijatelja Hansa Widricha in tam ostal do novembra 1987. V tej nenavadno dolgi stanovitnosti je večkrat šel na »kratke« izlete in se vedno znova vrnil v Salzburg. V ta začetni čas njegove vrnitve spada objava tetralogije Počasna vrnitev (nem. Langsame Heimkehr). Istoimenski prvi del je bil objavljen 1979 in pomeni premagovanje in konec krize, v kateri je bil ujet. Peter Handke je tega leta kot prvi nosilec prejel nagrado Franza Kafke. Trije ostali deli od Počasne vrnitve so bili spisani v Salzburgu. Leta 1980 je bilo objavljeno delo Nauk Sainte-Victoire (nem. Die Lehre der Sainte-Victoire). Skupaj z Zoranom Mušičem je za salzburškega založnika leta 1981 pripravil grafično mapo Šest pogledov na kanal Giudecca. Istega leta je bila objavljena pripoved Otroška pripoved (nem. Kindergeschichte), pri katera je močno avtobiografsko oblikovana in se sooča z avtorjevimi leti v Parizu ter leto kasneje dramatična pesem Über die Dörfer (prvenstveno predstavljena 1982 na Sazburškem festivalu). Peter Handke prične v začetku 1980-ih zavestno prevajati neznane tujejezične pisatelje v nemščino. S tem po eni strani ne izpodbija delo strokovnega prevajalca, po drugi strani pa pomaga tem pisateljem do večje prepoznavnosti. Predvsem mu je bilo do tega, da slovenski literaturi na nemško jezikovnem področju poveča pozornost in s tem tudi obstoj. Prevajal je iz angleščine, francoščine, slovenščine in navsezadnje tudi iz starogrščine (Priklenjen Prometej, Salzburški festival, 1986). Morilska zgodba Kitajec bolečine (nem. Der Chinese des Schmerzes) je nastala 1982/83 v Salzburgu in v istem letu tudi objavljena. V epskem romanu Ponovitev (nem. Die Wiederholung) (1986) obravnava Handke Koroške Slovence in njihovo zgodbo. Hkrati je bila objavljena tudi pesem Pesem trajanju (nem. Gedicht an die Dauer).  Leta 1987 zaključi pripoved Pisateljevo popoldne (nem. Nachmittag eines Schriftstellers) salzburška leta Petra Handkeja. Film Nebo nad Berlinom (Himmel über Berlin) režiserja Wima Wendersa, pri katerem je Handke napisal scenarij, slavi tistega leta premiero. Delo je bilo na evropski ravni okrašeno z mnogimi nagradami. Po osemletnem obdobju ustvarjanja in stanovitnosti je zapustil pisatelj, po maturi njegove hčerke Amine, Salzburg in nastopil tri leta trajajoče potovanje okoli sveta. 

## 1987 - 1990: na potovanju okoli sveta
19. novembra 1987 prične Peter Handke na Jesenicah svoje potovanje okoli sveta. Z avtobusom in železnico se je peljal v južno bivšo Jugoslavijo, od Makedonije preko Grčije v Egipt. Sredi januarja 1988 se je pisatelj vrnil v Evropo, se peljal v Pariz, Berlin, Belgijo in na koncu na daljni vzhod na Japonsko. Njegove nadaljnje postojanke: Evropa, Anchorage na Aljaski, London, Lizbona, Španija, Galicija, potem južna Francija. Konec maja 1988 je šla pot nazaj v Avstrijo, naprej v Oglej, ponovno v  Pariz, na slovenski Kras in na izhodišče potovanja – Jesenice. Na prehodu v novo leto 1988/89 se je Handke zadrževal v Angliji, Franciji in kratek čas v Avstriji. Po postojankah v Sloveniji, Italiji, Avstriji, Nemčiji je na koncu prispel v Chaville pri Parizu. Tam živi Peter Handke še danes. V tem nestanovitnem času je 1988 umrl njegov očim Bruno Handke. 
V teh letih si je Handke delal zapiske, ki so bili šele 15 let kasneje, v letu 2005 pod naslovom Včeraj na poti, zapiski od novembra 1987 do julija 1990 (Gestern unterwegs, Aufzeichnungen November 1987 bis Juli 1990 objavljeni. Knjiga oblikuje skupek del z Teža sveta (Das Gewicht der  Welt - 1975-77), Svinčnik pripoveduje (Die Geschichte des Bleistifts - 1976-80), Fantazije ponovitve (Phantasien der Wiederholung - 1981-82) in  Na skalnem oknu zjutraj (Am Felsenfenster morgens - 1982-87).

## Od 1990 do danes
Poleti  1990 je Peter Handke kupil hišo v kraju Chaville, južno od Pariza. Tam stanuje še danes. Takoj po vselitvi je spoznal francosko igralko Sophie Semin, hčer pariškega tovarnarja iz Lotringena in že eno leto kasneje, 24. avgusta 1991, sta dobila hčer Leocadie. Šele v začetku avgusta 1994 se je Handke na Dunaju ločil od svoje prve žene Libgart Schwarz in se jeseni 1995 poročil s Sophie Semin. V tem kraju pariškega podeželja je Handke našel središče svojega življenja. To je njegov tretji kraj bivanja blizu in izven francoskega glavnega mesta. Chaville leži blizu Clamarta, kjer je 1977/78 stanoval s svojo najstarejšo hčerko Amino, ki je študirala slikarstvo in vizualno medijsko oblikovanje. V njegovi hiši se dogaja tudi del filma Die Abwesenheit z Brunom Ganzem, z njegovo ženo Sophie Semin, Eustaquiom Barjau in Jeanne Moreau v glavnih vlogah. Nadaljnji kraji snemanja so bili Pireneji severno od Barcelone. Do 1996 so bili objavljeni prevodi Noch einmal für Thukydides (1990) in Shakespeare: Das Wintermärchen (1991), Versuch über die Jukebox (1990), Abschied des Träumers vom Neunten Land (1991), Versuch über den geglückten Tag. Ein Wintertgtraum (1991), Die Theaterstücke (1992), Die Kunst des Fragens (1994), Mein Jahr in der Niemandsbucht. Ein Märchen aus den neuen Zeiten (1994) in odrsko delo Die Stunde, da wir nichts voneinander wußten. Ein Schauspiel (1992, ki je bilo v režiji Clausa Peymanna istega leta krstno uprizorjeno v Dunajskem Burgtheatru. Od 2001 do 2006 je bila njegova življenjska sopotnica igralka Katja Flint. Žirija Nemške knjižne nagrade je postavila Handkejevo knjigo Die morawische Nacht kot enega od 20 naslovov na seznam za najboljši nemški roman leta 2008. V pismi predsedniku Združenju nemških knjigarn se je za to zahvalil, vendar se ji je odpovedal, da bi nominacijo prepustil mlajšemu avtorju.

## Teme in stil
V Handkejem zgodnjem delu zavzame jezik osrednjo temo, resničnost se spozna  skozi jezik, od katerega se odbija (Die Innenwelt der Außenwelt der Innenwelt, 1969). Začetki h klasičnim načinom pripovedovanja so prvič vidni v pripovedih Die Angst des Tormanns beim Elfmeter (1970) in Der kurze Brief zum langen Abschied (1972), posledica njegove razprave z avtorji Karlom Phillipom Moritzem, Gottfriedom Kellerjem in Adalbertom Stifterjem.
Konec 1970-ih let namenja Handke od pripovedi Langsame Heimkehr (1979) dalje pozornost visoko stiliriziranemu jeziku z delno mistično pretirano visokimi metaforami, da prikaže proces odkritja samega sebe. Z romanom Mein Jahr in der Niemandsbucht (1994) se Handke prvič loti avtobiografske teme in se ukvarja z obstojem pisateljevanja. V njegovih najnovejših delih od Der Bildverlust ali Durch die Sierra de Gredos (2002) dalje kritizira sodobno medijsko slikovno poplavljanje.

## Peter Handke in Wim Wenders
Z nemškim režiserjem Wimon Wendersom povezuje Handkeja od leta 1966 trajajoče prijateljstvo in delovno razmerje, to je najdaljše prijateljstvo v življenju Wendersa. Petra Handkeja je spoznal med študijem po uprizoritvi njegovega dela Publikumsbeschimpfung v gledališču v Oberhausnu. Oba umetnika imata osebne skupne značilnosti in estetska sorodstva. Predvsem ju povezuje ljubezen do intenzivne, včasih eksistencialistične predstave pokrajin, katerim neenako posvetijo večjo pozornost in pomen kot besedam in dejanjem njihovih likov. Med 1969 in 1986 sta doslej sodelovala pri produkciji treh filmov. Wenders po drugi strani se je skozi branje prepustil vplivom Handkejevih publikacij pri pomembnih odločitvah v njegovem življenju in pri delu.

## Polemična
Leta 1996 je po objavi Handkejevega potopisa Eine winterliche Reise zu den Flüssen Donau, Save, Morawa und Drina oder Gerechtigkeit für Serbien prišlo v množičnih medijih do ostrih sporov, ki trajajo še danes.  Kritiki mu očitajo, da je srbska vojna dejanja opisal preveč  neškodljivo, medtem ko Handke zase uporablja razločevalni besedni izbor in prikaz dogodkov, drugače kot v splošnem novinarskem poročanju. Marca 2004 podpiše Peter Handke poziv umetnikov, ki ga je sestavil kanadski pisatelj Robert Dickson, za obrambo Slobodana Miloševića. K podpisnikom je spadal tudi kasneje Nobelov nagrajenec za literaturo Harold Pinter. Istega leta je obiskal Miloševića v zaporu v Den Haagu. 2005 so ga zagovorniki bivšega jugoslovanskega predsednika, ki je bil pred tribunalom za vojna dejanja v Den Haagu obtožen genocida in zločina proti človeštvu, povabili kot pričo. Handke je odklonil in malo kasneje objavil esej z naslovom Die Tablas von Daimiel, ki nosi podnaslov Ein Umwegzeugenbericht zum Prozess gegen Slobodan Milošević. 18. marca 2006 je Handke nastopil kot govorec na pogrebu Slobodana Miloševića, kar je pripeljalo k ponovni oživitvi spora. V povezavi z Handkejevim govorom je bilo umaknjeno njegovo delo Spiel vom Fragen oder die Reise ins sonore Land z igralnega načrta pariškega Comédie Francaise, ker je naletelo tako na odobravanje kot tudi na kritike. 2. junija 2006 se Peter Handke zaradi vnetih političnih razprav odpove prvikrat 50.000 EUR vredni donaciji Heinrich-Heine-Preis 2006 mesta Düsseldorf.
Igralci Berliner Ensembles so leta 2006 prevzeli pobudo, imenovano »Berliner Heinrich-Heine-Preis«, ki je napade Mestnega sveta Düsseldorfa imenovala kot »napad na svobodo umetnosti« in za Handkeja želela zbrati nagrado v enaki višini. Člani pobude so bili med drugimi Käthe Reichel, Rolf Becker, Dietrich Kittner, Arno Klönne, Monika in Otto Köhler, Eckart Spoo, Ingrid in Gerhard Zwerenz, Claus Peymann. 22. julija 2006 se je Handke zahvalil za trud, a zavrnil prejem in namesto tega prosil za prostovoljne prispevke za srbske vasi na Kosovu. Ob priliki krstne uprizoritve njegovega dela Spuren der Verirrten 21. februarja 2007 je prejel celotni denarni znesek in nagrado, ki jo Handke želi posredovati srbski enklavi na Kosovu. Izbrana je bila vas Velika Hoča, kateremu županu Dejanu Baljoševicu je bilo za veliko noč 2007 izročena Handkejeva denarna nagrada. Januarja 2008 pove Handke, da bi, če bi bil Srb, volil srbskega nacionalista in namestnika predsednika SRS, Tomislava Nikolića. 22. februarja 2008 je napisal Handke kratek komentar za francoski časopis Le Figaro, v katerem je ponovno opozoril na skupno zgodovino Jugoslavije glede na zmago nad nacionalnim socializmom in zahodne države označil kot »države lopovov«.

## Priznanja in nagrade
- 1967: Nagrada Gerharta Hauptmanna
- 1972: Literarna nagrada dežele Štajerske
- 1973: Schillerjeva nagrada mesta Mannheim
- 1973: Nagrada Georga Büchnerja (Denarno nagrado leta 1999 vrnil)
- 1975: Zlata rola za scenarij Falsche Bewegung
- 1978: Nagrada Bambi za režijo
- 1978: Prix Georges Sadoul
- 1979: Nagrada društva nemškega kina
- 1979: Nagrada Franza Kafke mesta Klosterneuburg (polovico denarne nagrade predal Gerhardu Meierju)
- 1983: Nagrada za kulturo dežele Koroške
- 1983: Nagrada Franza Grillparzerja (prvič)
- 1985: Nagrada Antona Wildgansa (zavrnitev)
- 1986: Literarna nagrada kulturnega sklada mesta Salzburg
- 1987: Velika avstrijska državna nagrada za literaturo
- 1987: dopisni član SAZU (Ljubljana)
- 1987: Mednarodna nagrada za književnost Vilenica (Slovenija)
- 1988: Literarna nagrada mesta Bremen
- 1991: Nagrada Franza Grillparzerja (drugič)
- 1993: Častni doktorat Katoliške Univerze Eichstätt
- 1995: Schillerjeva spominska nagrada
- 1996: Odlikovanje Republike Srbske
- 1999: Büchnerjeva nagrada (zavrnitev)
- 2001: Nagrada Modri Salon Literarne hiše Frankfurt
- 2002: Častni doktorat Alpen Adria Univerze v Celovcu
- 2003: Častni doktorat Paris London Univerze v Salzburgu
- 2004: Nagrada Siegfrieda Unselda
- 2006: Nominacija za Nagrado Heinricha Heineja mesta Düsseldorf. Kasneje tri mestne stranke pripomorejo k zavrnitvi nominacije.
- 2007: Nagrada Heinricha Heineja mesta Berlin
- 2008: Velika literarna nagrada Bavarske akademije lepih umetnosti
- 2008: Odlikovanje Njegoš (Republika srbska)
- 2009: Zlati križ kneza Lazarja (Odlikovanje srbskega združenja pisateljev)
- 2009: Nagrada Franza Kafke mesta Prage
- 2010: Nagrada Vinzenza Rizzija (zavrnil 2.2. 2011)
- 2019: Nobelova nagrada za književnost

## Dela (prevedena v slovenščino)
- Prerokba (nem. Weissagung, 1966), prevod Borut Trekman, RTV, 1973 (COBISS)
- Zmerjanje občinstva (nem. Publikumsbeschimpfung, 1966), prevedel Borut Trekman, SNG Drama (COBISS)
- Kaspar (nem. Kaspar, 1967), prevedel Lado Kralj, SMG, 2004 (COBISS)
- Kratko pismo, dolgo slovo (nem. Der kurze Brief zum langen Abschied, 1972), prevedel Vital Klabus, DZS, 1973 (COBISS)
- Žalost onkraj sanj (nem. Wunschloses Unglück, 1972) prevedla Stanka Redla, Cankarjeva založba, 1977 (COBISS)
- Napačna kretnja (nem. Falsche Bewegung, 1975), prevedla Gitica Jakopin, Prešernova družba, 1983  (COBISS)
- Nauk gore Sainte-Victoire  (nem. Die Lehre der Sainte-Victoire, 1980), prevedel Borut Trekman, Draca, cop., 1994 (COBISS)
- Otroška zgodba (nem. Kindergeschichte, 1981), prevedel Borut Trekman, Celovec: Drava, Ljubljana: Ljudska pravica, 1991 (COBISS)
- Ponovitev (nem. Die Wiederholung, 1986), prevod Silvija Borovnik in Klaus Detlef Olof, Wieser, 1989 (COBISS)
- Nebo nad Berlinom – v sodelovanju z Wimom Wendersom (nem. Der Himmel über Berlin, mit Wim Wenders, 1987), prevedel Ivo Štandeker, 1989 (COBISS)
- Pesem trajanju (nem. Gedicht an die Dauer, 1987), prevod Andrej Kokot, Drava, 1987 (COBISS)
- Pisateljev popoldan (nem. Nachmittag eines Schriftstellers, 1987), prevod Borut Trekman, Drava, 1989 (COBISS)
- Poskus o utrujenosti (nem. Versuch über die Müdigkeit, 1989), prevedla Silvija Borovnik in Klaus Detlef Olof, Wieser, 1990 (COBISS)
- Sanjačevo slovo od devete dežele (nem. Abschied des Träumers vom neunten Land), prevedla Vito Smolej in Slavko Fras, Wieser 1991 (COBISS)
- Ura, ko nismo ničesar vedeli drug o drugem (nem. Die Stunde, da wir nichts voneinander wußten. Ein Schauspiel, 1992), prevod Mojca Krajnc, SNG Drama, 1996 (COBISS)
- Zimsko popotovanje k rekam Donavi, Savi, Moravi in Drini ali Pravičnost za Srbijo (nem. Eine winterliche Reise zu den Flüssen Donau, Save, Morawa und Drina oder Gerechtigkeit für Serbien, 1996), prevedel Vito Smolej, Wieser, 1996 (COBISS)
- Lucie v gozdu z oneti (nem. Lucie im Wald mit den Dingsda, 1999), prevedla Zdenka Hafner-Čelan, Mohorjeva, 2002 (COBISS)
- Podzemni bluz (nem. Untertagblues. Ein Stationendrama, 2003), prevedla Mojca Kranjc, Slovensko narodno gledališče Drama, 2006 (COBISS)
- Don Juan (pripoveduje sam) (nem. Don Juan (erzählt von ihm selbst) 2004), prevod Zdenka Hafner-Čelan, Cankarjeva založba, 2005 (COBISS)
- Moje leto v nikogaršnjem zalivu, prevod Amalija Maček, zbirka Beletrina, 2021.